# Кухмістр великий коронний
Кухмістр великий коронний (лат. Magister culinae Regni, пізніше лат. Praefectus culinae Regni) — уряд дворський Корони Речі Посполитої.

## Історія
Вперше цей уряд з'являється при дворі Казимира Великого 1365 року. Спочатку, посада була надвірною, пізніше стала коронною. Існували уряди кухмістра коронного та кухмістра литовського, який з часів Люблінської унії називався кухмістром Великого князівства Литовського. Першим кухмістром коронним (лат. Praefectus culinae regni) підписувався Миколай Плаза зі Мстичува за часів Сигізмунда III.
До XVII століття посада коронного кухмістра стала дигнітарською, тобто почесною, особа котра займала її не входила до складу Сенату. Номінально кухмістрові підпорядковувалися стольник великий коронний, підстолій великий коронний, крайчий великий коронний, чашник великий коронний, підчаший великий коронний і пивничий.

## Обов'язки
До його компетенції входило управління королівською кухнею та кухонним персоналом. Він доглядав за кухонним обладнанням та особистим накриттям для володаря. Під час бенкетів він повинен був стояти біля короля, оголошувати подану страву, перевіряти і знати якість та смак страв, за бажанням монарха повідомляти його про це. Під час подорожі кухмістр розподіляв їжу між членами королівського двору.
Відповідно до опису свята Сигізмунда III Вази 1595 року: кожну страву подавали спочатку кухмістр коронний крайчому з поклонами, потім крайчий стольникові коронному, котрий вмочав шматок хліба до страви, клав хліб на язик і, нарешті, кидав його до великого срібного кошика, що стояв поруч.
Цей уряд шляхтичі займали охоче, тому що він приносив великі доходи.

## Деякі відомі кухмістри великі коронні
- Станіслав Лянцкоронський (1475—1477)
- Балтазар Станіславський (з 1587 р.)
- Адам Понінський (до 1773 р.)
- Леонард Ворцель (1783 р.)